# Antonio Kramer
Antonio Kramer, nome completo Giovanni Antonio von Kramer, talvolta menzionato come Antonio de Kramer (Milano, 21 luglio 1806 – Tremezzo, 25 settembre 1853), è stato un chimico italiano, membro dell'Istituto Lombardo di Scienze e Lettere,.

## Biografia
Collaborò al miglioramento delle tecniche di colorazione della seta nelle filande di Enrico Mylius e fu conservatore del Museo di storia naturale di Milano tra il 1844 e il 1853.
Kramer fu inoltre il primo titolare di un insegnamento presso la Società d'incoraggiamento d'arti e mestieri di Milano, scuola fondata e finanziata dallo stesso Mylius, insieme a Carlo Cattaneo.
Kramer morì nel 1853 e fu sepolto nel Cimitero monumentale di Milano. Tempo dopo fu sepolto accanto a lui suo figlio Edoardo.